# 禅宗様

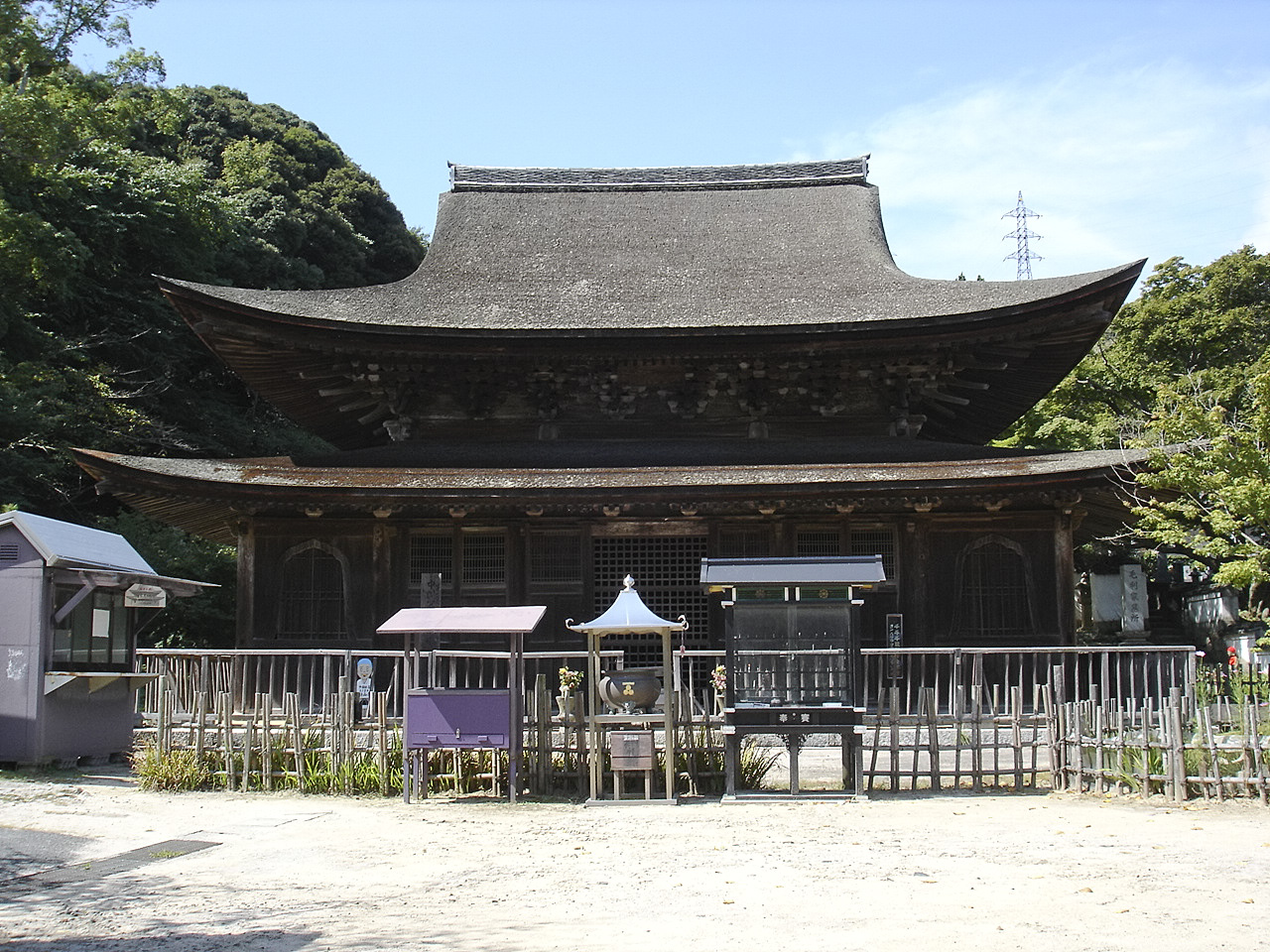
功山寺仏殿（山口県、国宝）

禅宗様（ぜんしゅうよう）は、日本の伝統的な建築様式の一つ。唐様とも言う。
鎌倉時代初期から禅宗寺院で取り入れられ始め、武士の帰依を受けたことで13世紀後半から盛んになった様式で、当時の中国建築の直写が目指された。従来の寺院建築様式である和様、また鎌倉時代初期にもたらされた大仏様に対する言葉。大仏様とは共通する部分も多く、あわせて鎌倉新様式または宋様式と総称される。

## 概要
飛鳥・天平時代に中国から伝えられた建築様式は、平安時代を通じて日本化し、柱を細く、天井を低めにした穏やかな空間が好まれるようになった。平安時代以降、日本化した建築様式を和様と呼ぶ。
平安時代後期になると、平清盛の大輪田泊対外開港など中国（宋）との交易が活発になったことで、再び中国の建築様式が伝えられた。まず入ってきたのは東大寺再興の際に用いられた様式で、大仏様と呼ぶ。
その後、禅僧が活発に往来し、中国の寺院建築様式が伝えられた。これは禅宗寺院の仏堂に多く用いられ、禅宗様と呼ぶ。

## 用語
大工の伝承では、寺院建築に和様・天竺様・唐様という区別が行われ、明治時代以降の建築史でも使用してきた。第二次世界大戦後、建築史家太田博太郎が「天竺様ではインドの建築様式と誤解される。大仏殿の復興に使われたので大仏様と呼ぶべき」「唐様は禅宗寺院に使われたので、禅宗様と呼ぶべき」と提唱し、現在の建築史では一般的に和様・大仏様・禅宗様が使われている。歴史教科書などでは、天竺様・唐様という呼び方も残る。

## 禅宗様の特徴
一部は大仏様の特徴にも通じる。

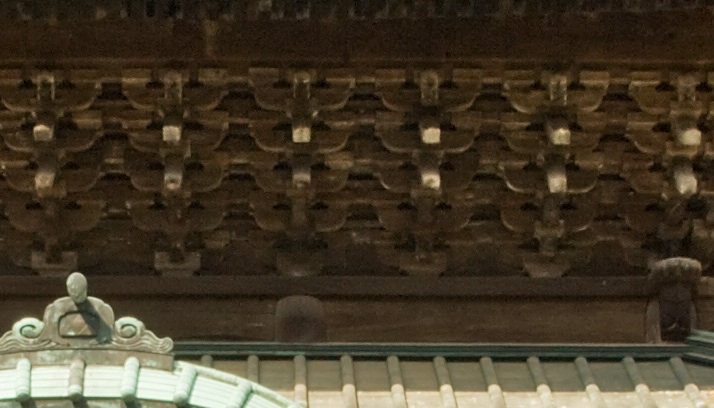
詰組（神奈川・建長寺仏殿）

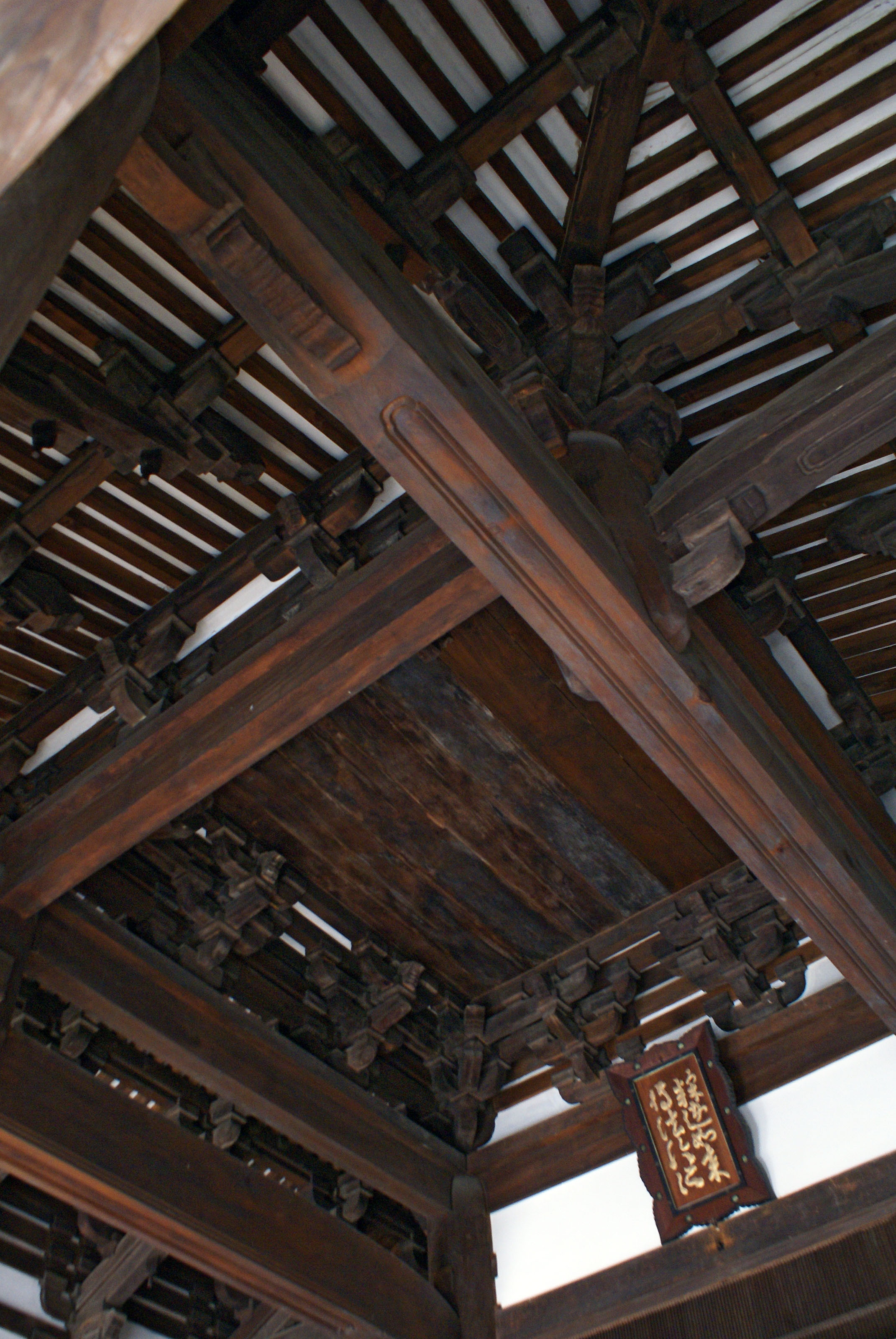
鏡天井と化粧屋根裏（和歌山・善福院釈迦堂）

- 南北を基本軸とした東西対称の伽藍配置（例外あり）
- 仏殿は平面正方形で、間仕切りのない一室堂
- 屋根に強い反り。ただし裳階屋根の反りは小さい
- 放射状に垂木を置く扇垂木。ただし裳階は平行垂木が一般的
- 柱と柱の間にも組物を入れる詰組（つめぐみ）
- 和様では用いられなくなった三手先の使用（例外多し）
- 貫（ぬき）を使い構造を強化（長押は用いられず）
- 柱は丸柱で上下端をすぼませる粽
- 柱の下にそろばんの玉を大きくしたような形の礎盤を置く
- 柱の上部同士をつなぐ頭貫の上に水平材の台輪を置く
- '瓶子形の大瓶束（たいへいづか）の下部には結綿(ゆいわた)とよばれる彫刻がある。
- 木鼻（貫の先端）には繰り型といわれる装飾（渦巻、若草）を付けている
- 欄間は弓欄間（波欄間、火炎欄間とも）で連子子が弓型となっている
- 窓は上部に複雑な曲線の付いた火灯窓（花頭窓）
- 扉は四周の框と縦横の数本の桟を組み、桟と框の間に入子板を嵌め込んだ桟唐戸
- 壁は竪板壁で土壁は殆どない
- 床は土間床で、瓦の四半敷（目地が縦横の線に対し45度になる敷き方）で仕上げる
- 建物の外部には彩色をしない素木造りだが、内部はその限りではない

## 代表的な建造物
本格的な禅宗様建築は残っていないが、建築様式は忠実に継承された。
| 名称                           | 建立年代                | 所在地           | 状態       | 備考                                                      |
| ------------------------------ | ----------------------- | ---------------- | ---------- | --------------------------------------------------------- |
| 功山寺仏殿                     | 鎌倉時代（1320年）      | 山口県下関市     | 国宝       | 現存日本最古の禅宗様建築                                  |
| 善福院釈迦堂                   | 鎌倉時代（1327年）      | 和歌山県海南市   | 国宝       |                                                           |
| 安楽寺八角三重塔               | 鎌倉時代末期            | 長野県上田市     | 国宝       |                                                           |
| 正福寺地蔵堂                   | 室町時代（1407年）      | 東京都東村山市   | 国宝       |                                                           |
| 安国寺経蔵                     | 室町時代（1408年）      | 岐阜県高山市     | 国宝       |                                                           |
| 清白寺仏殿                     | 室町時代（1415年）      | 山梨県山梨市     | 国宝       |                                                           |
| 洞春寺観音堂                   | 室町時代（1430年）      | 山口県山口市     | 重要文化財 |                                                           |
| 円覚寺舎利殿                   | 室町中期（15世紀）      | 神奈川県鎌倉市   | 国宝       |                                                           |
| 最恩寺仏殿                     | 室町中期（1393-1466年） | 山梨県南部町     | 重要文化財 |                                                           |
| 東光寺仏殿                     | 室町後期（1467-1572年） | 山梨県甲府市     | 重要文化財 |                                                           |
| 園城寺一切経蔵（旧国清寺経蔵） | 室町中期／1393-1466     | 滋賀県大津市     | 重要文化財 |                                                           |
| 不動院本堂                     | 戦国時代（1540年）      | 広島県広島市     | 国宝       |                                                           |
| 不動院楼門                     | 桃山／1593              | 広島県広島市     | 重要文化財 |                                                           |
| 不動院鐘楼                     | 室町中期／1433          | 広島県広島市     | 重要文化財 |                                                           |
| 建長寺仏殿                     | 江戸後期／1825          | 神奈川県鎌倉市   | 重要文化財 |                                                           |
| 建長寺法堂                     | 江戸時代（1825年）      | 神奈川県鎌倉市   | 重要文化財 |                                                           |
| 旧東慶寺仏殿（現・三渓園）     | 江戸時代（1634年）      | 神奈川県横浜市   | 重要文化財 |                                                           |
| 大乗寺仏殿                     | 江戸時代（1702年）      | 石川県金沢市     | 重要文化財 |                                                           |
| 善通寺金堂                     | 江戸時代（1699年）      | 香川県善通寺市   | 重要文化財 |                                                           |
| 多久聖廟                       | 江戸時代（1708年）      | 佐賀県多久市     | 重要文化財 |                                                           |
| 永保寺開山堂                   | 室町前期／1333-1392     | 岐阜県多治見市   | 国宝       | 裳階なし                                                  |
| 永保寺観音堂                   | 室町前期／1333-1392     | 岐阜県多治見市   | 国宝       |                                                           |
| 瑞龍寺仏殿                     | 江戸前期／1659          | 富山県高岡市     | 国宝       |                                                           |
| 国分寺金堂                     | 江戸後期／1779          | 山口県防府市     | 重要文化財 |                                                           |
| 英勝寺仏殿                     | 江戸前期／1643          | 神奈川県鎌倉市   | 重要文化財 |                                                           |
| 永平寺仏殿                     | 明治／1902              | 福井県永平寺町   | 重要文化財 |                                                           |
| 永平寺舎利殿                   | 江戸末期／1926          | 福井県永平寺町   | 重要文化財 |                                                           |
| 南宗寺仏殿                     | 江戸前期／1653          | 大阪府堺市       | 重要文化財 |                                                           |
| 長樂寺仏殿                     | 桃山／1577              | 和歌山県有田川町 | 重要文化財 |                                                           |
| 泉涌寺仏殿                     | 江戸中期／1669          | 京都府京都市     | 重要文化財 |                                                           |
| 大徳寺仏殿                     | 江戸中期／1665          | 京都府京都市     | 重要文化財 |                                                           |
| 大徳寺法堂                     | 江戸前期／1636          | 京都府京都市     | 重要文化財 |                                                           |
| 妙心寺仏殿                     | 江戸後期／1827          | 京都府京都市     | 重要文化財 |                                                           |
| 妙心寺法堂                     | 江戸前期／1656          | 京都府京都市     | 重要文化財 |                                                           |
| 金峯神社本殿                   | 桃山／1608              | 山形県鶴岡市     | 重要文化財 |                                                           |
| 寶林寺仏殿                     | 江戸中期／1667          | 静岡県浜松市     | 重要文化財 | 裳階なし                                                  |
| 天恩寺仏殿                     | 室町前期／1333-1392     | 愛知県岡崎市     | 重要文化財 | 裳階なし                                                  |
| 普濟寺仏殿                     | 室町前期／1357          | 京都府南丹市     | 重要文化財 | 裳階なし                                                  |
| 泉福寺仏殿                     | 室町後期／1524          | 大分県国東市     | 重要文化財 | 裳階なし                                                  |
| 圓通寺本堂                     | 室町後期／1532-1554     | 広島県庄原市     | 重要文化財 | 裳階なし                                                  |
| 如法寺仏殿                     | 江戸中期／1670          | 愛媛県大洲市     | 重要文化財 | 裳階なし                                                  |
| 善光寺薬師堂                   | 室町後期／1483          | 愛媛県鬼北町     | 重要文化財 | 裳階なし                                                  |
| 鑁阿寺経堂                     | 江戸前期／1615-1660     | 栃木県足利市     | 重要文化財 |                                                           |
| 勝興寺経堂                     | 江戸後期／1805          | 富山県高岡市     | 重要文化財 |                                                           |
| 鑁阿寺本堂                     | 鎌倉後期／1299          | 栃木県足利市     | 重要文化財 | 裳階なし 和様が基本だが、詰組など一部禅宗様を取り入れる。 |

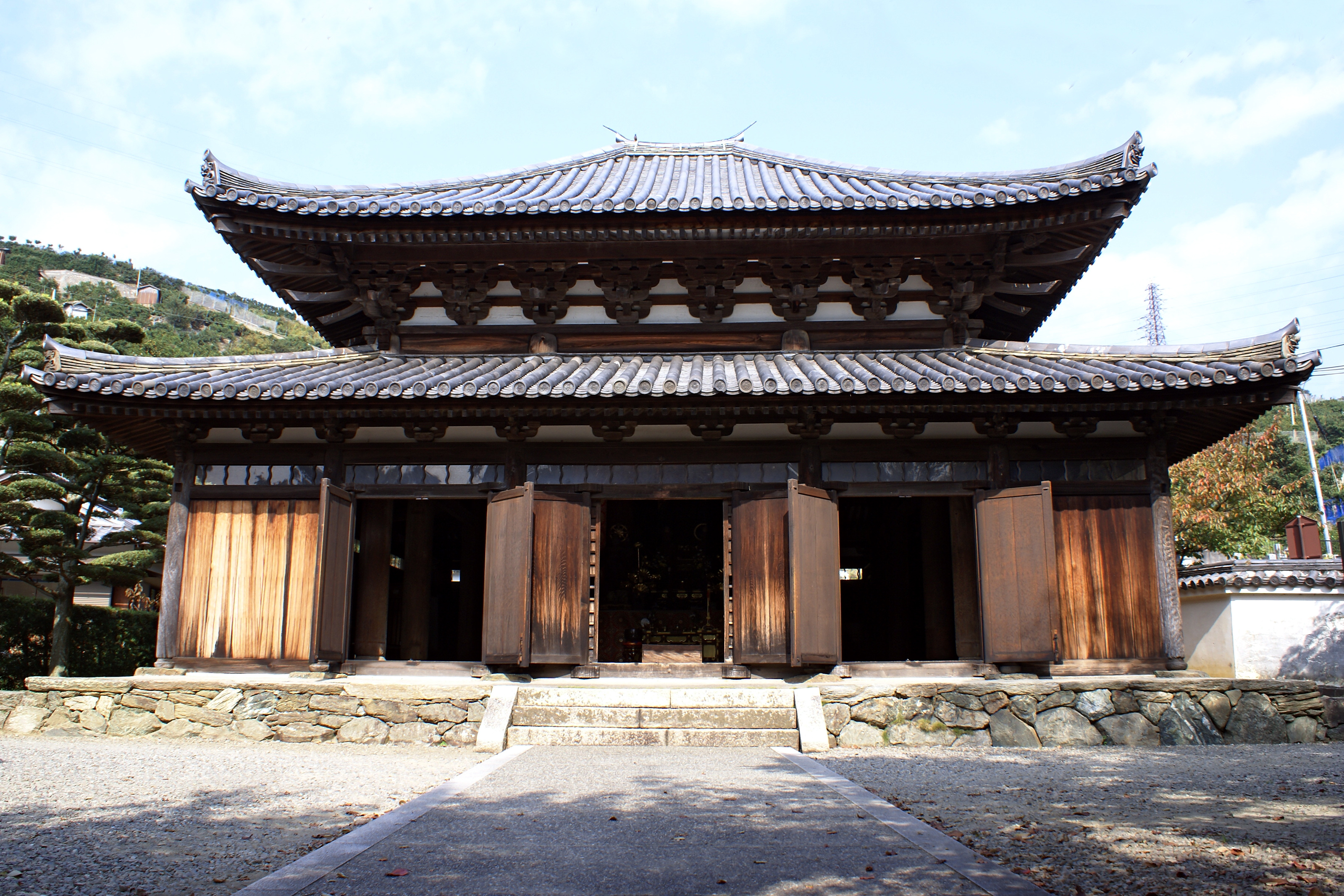
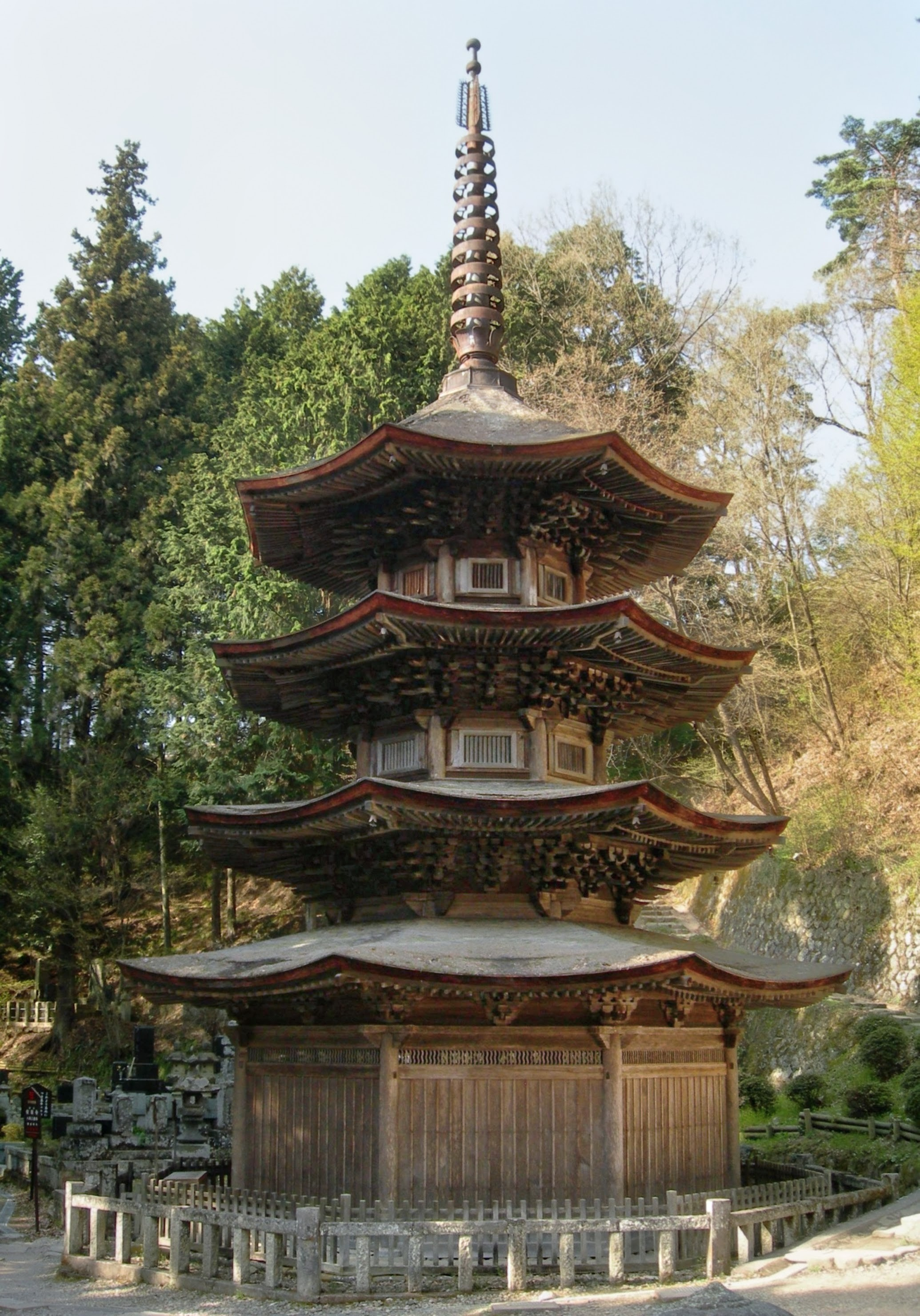
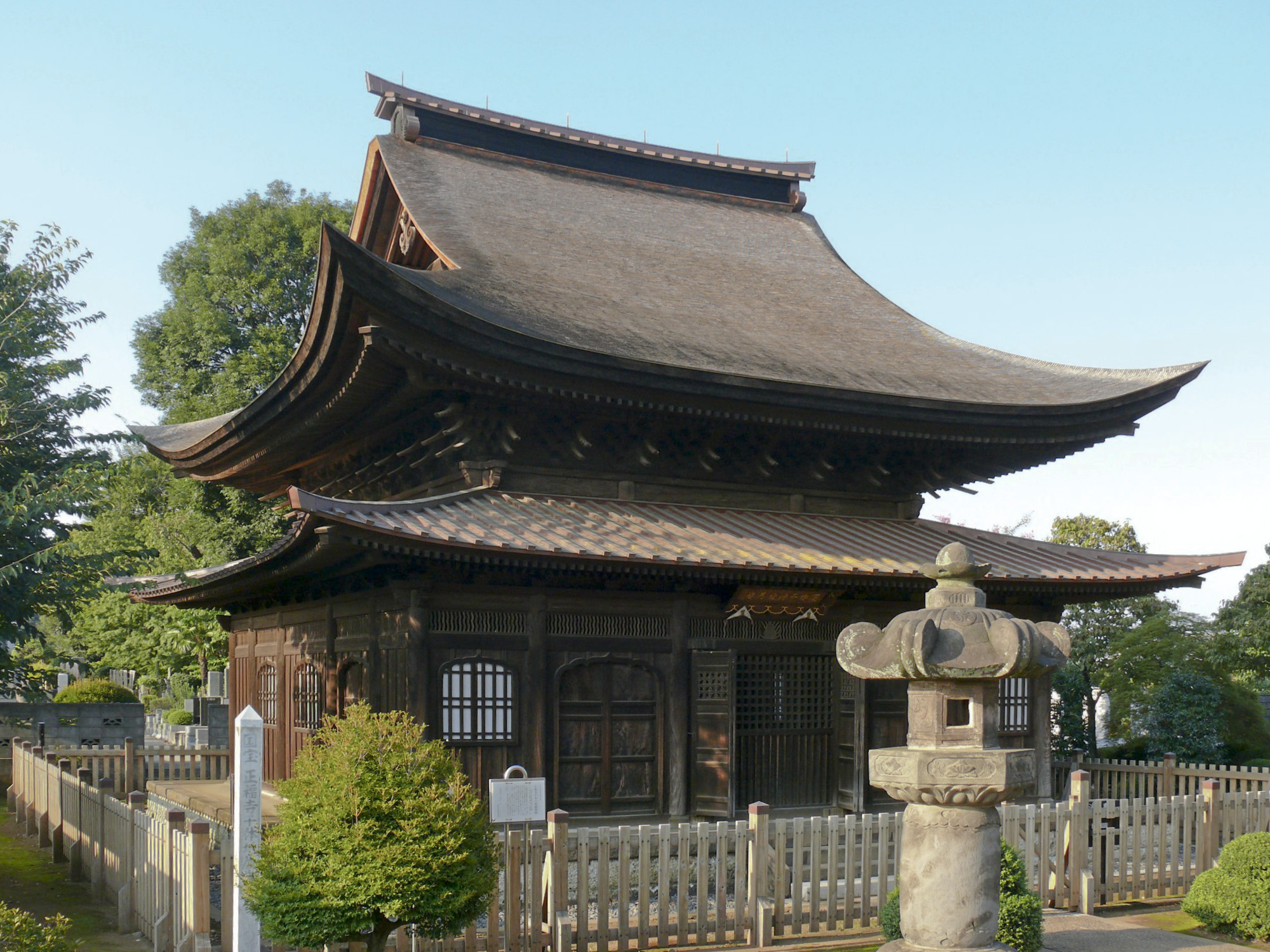
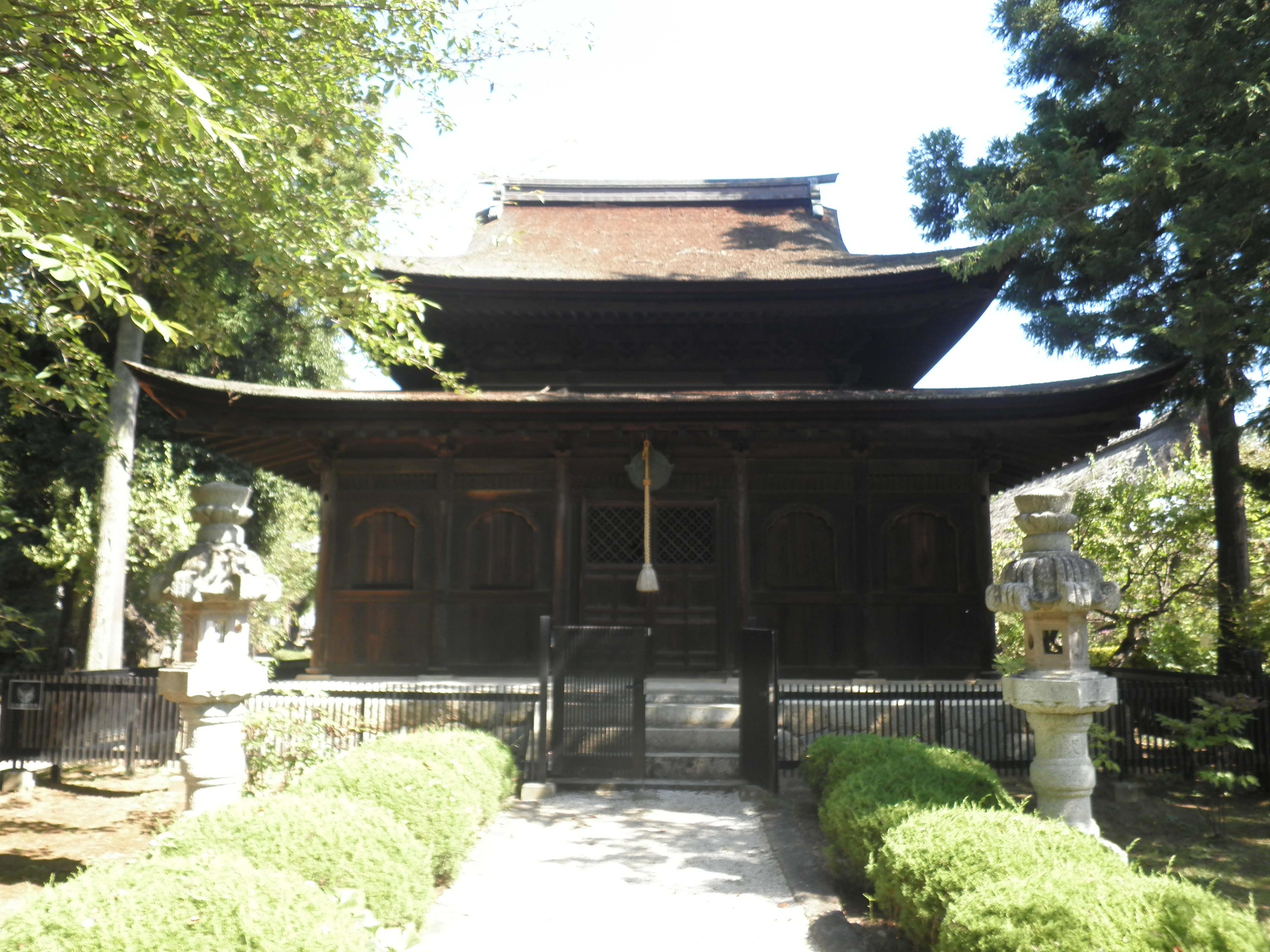

## 書道における禅宗様
書道史上においても、入宋留学僧や来朝僧らが伝えた、当時の中国で流行していた書風を禅宗様と呼んでいる。蘭渓道隆や一山一寧らの墨蹟が、その代表である。明朝の成立以後は、往来が途絶しがちになり、禅宗様に和様が混入し始め、折衷的な書風としての五山様が成立する。義堂周信や絶海中津らがその代表である。